# Ion Pribeagu

Caricatura lui Ion Pribeagu de pe coperta cărții Mic și al dracului. Antologia unui rege al umorului, Editura Teșu, 2005

Ion Pribeagu (n. 27 octombrie 1887 Sulița, județul Botoșani – d. 1971, Tel Aviv, Israel) a fost pseudonimul literar al lui Isac Lazarovici, poet și umorist român și israelian de limba română, evreu născut în nordul Moldovei.

## Biografie
Ion Pribeagu s-a născut sub numele Isac Lazarovici într-o familie de evrei din Sulița, județul Botoșani. 
Până să se hotărască la pseudonimul literar de Ion Pribeagu, care l-a consacrat, a început prin a-și anagrama prenumele și a folosit primul pseudonim: Sachi Disperatu-Buzău. Sub acest pseudonim a debutat cu o scrisoare in versuri catre regele Carol I.  Au urmat apoi alte pseudonime: Ion Palavră, Ivan Turbincă, Ion Vraiște, Vasile Ispravă, Vasile Găină.
A scris foarte mult în viața lui: piese, reviste, cronici și în proză, dar mai ales în versuri, între altele pentru teatre, trupe artistice, reviste umoristice, le-a citit și la radio. În perioada 1939 - 1944 a scris textele umoristice pentru spectacolele lui Constantin Tănase. Este autorul versurilor românești ale cunoscutei melodii „Zaraza”.
În vremea lui Gheorghe Gheorghiu-Dej, în anul 1962, a emigrat în Israel, unde a continuat să scrie poezie umoristică în limba română în "Cronica rimată" a cotidianului "Viața noastră" din Tel Aviv și a fost autorul a câtorva spectacole de revistă.
Ca poet și umorist, a fost deseori tentat să scrie mai libertin, așa cum au făcut la vremea lor Creangă, Alecsandri și alții. 
A scris mult "pentru sertar", iar aceste realizări le ținea numai pentru el, strânse într-un dosar și ferite de priviri indiscrete. Rareori citea ceva "conspirativ" vreunui prieten bun. În decursul a peste 60 de ani de activitate fecundă, a publicat aproape tot ce a realizat, în afară de creațiile pe care el însuși le-a intitulat "impertinente". În ultimii ani a intenționat să le publice, dar i-a lipsit curajul. Conștiinciozitatea și etica lui profesională nu l-au lăsat să depășească o anumită limită în relațiile lui cu cititorul.
A murit la Tel Aviv în 1971.

## Volume (selecție)
Antume
- Picante, București, Depozitul General, Librăria Alcalay, 1912; poezii umoristice semnate Ion Palavră.
- Vârfuri de spadă, București, Depozitul General, Librăria A.A. Stănciulescu, 1915; ediția a 2-a, București, Atelierele Facla, 1916;
- București-Iași
- Hodoronc-Tronc
- București noaptea,București, Tipografia „Cartea de Aur”, 1922;
- Strofe ștrengare, București, Tipografia „Cartea de Aur”, 1930;
- Scopul scuză mijloacele
- Umoristice, București, 1934;
- Miere și venin, București, Tipografia Mihai Eminescu, 1934;
- Anecdote după timp, București, Editura „Cultura Poporului”, 1939;
- Camuflate
- Almanah
- Almanahul Ion Pribeagu, București, Imprimeria „Tiparul Universitar”, 1945;
- Puncte de foc, Tel Aviv, Tipografia Graphicon, 1963;

Postume
- Treanca-fleanca, Holon, Tipografia Ijak Efraim & Fiul, 1972;
- Treanca-fleanca, Holon, Editura Louis Gallian, 1973;
- Impertinențe, Holon, Tipografia Ijak Efraim & Fiul, 1973;
- Versuri în caseta Versuri de Minulescu, Pribeagu, 2 vol., Chișinău, Editura Cartier, 2000;
- Mic și-al dracului. Antologia unui rege al umorului, vol. 1, București, Editura Teșu, 2005, ISBN 973-86917-3-7
- Mic și al dracului. Antologia unui rege al umorului, vol. 2, București, Editura Teșu, 2007,
- Comediile lui Ion Pribeagu, București, Editura Teșu, 2007, ISBN 973-86917-3-7
- Foaie verde caltaboși, măi suntem niște scârboși…, ediție jubiliară, București, Editura Teșu, 2012;
- Impertinențe, prefață de Louis Gallian, București, Editura Teșu, 2014;
- D-ale umorului cu Ițic și Mitică, București, Editura Teșu, 2015;
- Picante, ștrengare, impertinente, București, Editura Teșu, 2018;
- Treanca, fleanca: Opera Omnia, București, Editura Teșu, 2020.